# Villa romaine de Capo Castello
La Villa romaine de Capo Castello (en italien : Villa romana di Capo Castello) est un site archéologique de l'île d'Elbe. Elle est située sur un promontoire près du hameau de Cavo, une frazione de  la commune de Rio, dans la province de Livourne en Toscane,.

## Description
La villa romaine est structurée dans un environnement en pente vers la mer réalisés en opus reticulatum et caractérisés par trois complexes eux-mêmes : le manoir de Capo Castello, une annexe (Capo di Mattea) et une citerne (Colle del Lentisco). L'ensemble est daté entre le dernier quart du Ier siècle av. J.-C. et le milieu du IIe siècle.
Parmi les matériaux trouvés, exposés au Musée archéologique civique de Portoferraio, il y a une dalle décorative en terre cuite avec une tête de Méduse, une petite sculpture en bronze, un chapiteau fragmentaire avec des feuilles d'acanthe et des spirales opposées, des lampes à huile fragmentaires, des tampons en brique ainsi que des pavages en mosaïque (opus sectile) avec des losanges en marbre cipollino et palombino.